# Treponema pàl·lid
El treponema pàl·lid (Treponema pallidum) és un eubacteri espiroquet gramnegatiu del gènere dels treponemes. És un bacteri molt contagiós i agent causant de diverses malalties en l'ésser humà, entre elles la sífilis. Es coneixen quatre subespècies: T. pallidum pallidum, agent causant de la sífilis; T. pallidum pertenue, agent causant de la frambèsia, també anomenada buba; T. pallidum carateum, agent causant de la pinta o mal de pinto i T. pallidum endemicum, causant de la sífilis endèmica (no venèria). És un bacteri que fora del cos de l'hoste no aguanta els climes secs o les temperatures superiors a 42 °C. No és resistent a la penicil·lina, per això aquest és un antibiòtic molt utilitzat contra treponema pàl·lid.

## Tractament
El seu tractament ha estat durant molt de temps la penicil·lina. No obstant això, les injeccions de penicil·lina són difícils d'administrar en un context de poblacions remotes i sense xarxa mèdica bàsica, lloc on les infeccions per aquest bacteri abunden. Per això, un estudi liderat l'any 2012 pel metge Oriol Mitjà va demostrar que n'hi ha prou amb una dosi oral d'una pastilla d'azitromicina, un antibiòtic d'ús comú, per curar-la.